# Tibério Cláudio César Britânico
Tibério Cláudio César Britânico (lat. TIBERIVS CLAVDIVS CAESAR BRITANNICVS) (Roma, 12 de fevereiro de 41 – Roma, 11 de fevereiro de 55) foi filho do imperador Cláudio e da sua terceira mulher, Valeria Messalina. O seu nome foi alterado de Germânico para Britânico, após a conquista das ilhas Britânicas pelo seu pai, no ano 43.

## Carreira
Britânico nasceu no vigésimo-segundo dia do reinado de Cláudio, no ano em que ele ocupava o consulado pela segunda vez. Cláudio levava Britânico, quando este era criança, nos seus braços, exibindo-o aos soldados e ao povo, durante os jogos.
Apesar de ser o herdeiro legítimo de Cláudio, Britânico foi preterido na sucessão por Nero, que se tinha transformado em seu irmão adoptivo. De acordo com Dião Cássio, quem sugeriu a Cláudio adotar Nero como sucessor foi a avó  de Agripina, sua esposa e sobrinha, que temia a vingança de Britânico contra Agripina e Nero, por estes terem sido responsáveis pela morte de Messalina.
Durante o período em que Agripina foi imperatriz, Britânico foi educado como se não fosse ninguém, e, como o outro filho de Cláudio, que havia se casado com a filha de Sejano, estava morto, Agripina fez de seu filho Domício (Nero) genro e filho adotivo de Cláudio. Neste período, Agripina perseguiu e assassinou quem estava ligado a Britânico; Sosíbio, tutor de Britânico, foi assassinado com o pretexto de que planejava assassinar Nero. Britânico foi mantido com os aliados de Agripina, sem aparecer em público, como se estivesse preso, sem estar acorrentado.
Quando Cláudio ficou doente, Agripina fez Cláudio proclamar que Nero era capaz de o suceder, o que o fez conhecido; ao mesmo tempo, ninguém sabia onde estava Britânico, que era considerado louco e epilético.
Cláudio, no final de sua vida, expressou arrependimento por ter se casado com Agripina e adotado Nero; Irritado com as ações de Agripina, Cláudio procurou seu filho Britânico, e estava planejando fazer ele assumir a toga viril e se tornar seu sucessor. Depois, porém, de haver selado seu testamento, Cláudio foi morto, possivelmente por Agripina, que estava sendo acusada de vários crimes. De acordo com Dião Cássio, Agripina matou Cláudio usando cogumelos envenenados, preparados por uma mulher de nome Locusta.
Depois da morte do Cláudio em 13 de outubro de 54, Nero subiu ao trono imperial. Britânico foi envenenado por Nero depois que este se ligou à escrava Acte.
O seu melhor amigo de infância foi o futuro imperador Tito, que mais tarde mandou erigir uma estátua de ouro em sua honra.
Foi protagonista de uma tragédia homônima de Jean Racine.

## Família
Cláudio teve filhos com suas três esposas:
- Druso e Cláudia, filhos de Urgulanila
- Antônia, filha de Paetina
- Otávia e Germânico, mais tarde chamado de Britânico, filhos de Messalina
- Cláudia Antônia, filha de Élia Pecina